# Варблане, Урмас
У́рмас Варблане́ (эст. Urmas Varblane; род. 20 июля 1961) — эстонский экономист, профессор международного бизнеса экономического факультета Тартуского университета и член Эстонской академии наук (академик с 2009 года).

## Образование
Урмас Варблане с отличием окончил Мыйзакюласкую среднюю школу в 1979 году и Тартуский университет в 1984 году.
Диссертацию на соискание звания кандидата экономических наук защитил в 1989 году в Московском государственном университете, работа: «Сравнительный анализ экономической эффективности хозяйственной деятельности на примере обувной промышленности» («Ettevõtte majandustegevuse efektiivsuse võrdlevanalüüs majandusmatemaatiliste meetoditega»).
Он также учился в:
- Аугсбургском университете (Германия),
- Килевском институте мировой экономики (Германия),
- Бентли-колледже (США),
- Университетском колледже Лондона (UCL, Великобритания) и
- группе Зернике в Гронингене (Нидерланды).

## Карьера
- В 1984—1985 годах Урмас Варблане был стажёром-исследователем на экономическом факультете Тартуского университета,
  - в 1985—1986 годах — ассистентом там же.
- С 1986 по 1989 год он был аспирантом Московского государственного университета.
- Работал в Тартуском университете с 1989 по 1992 год старшим преподавателем,
  - с 1992 по 1993 год лектором и
  - с 1993 по 2000 год доцентом.
- С 1993 по 2000 год он был руководителем Тартуского центра Еврофакультета и заместителем директора Еврофакультета.
- В 2001—2005 годах работал директором Института менеджмента и маркетинга экономического факультета Тартуского университета (ТУ);
  - в качестве заместителя декана по научной работе 1999—2001 и 2005—2019 гг.
- Он является профессором международного бизнеса Тартуского университета с 2001 года и
  - членом Сената Тартуского университета с 2014 года.

В 2002—2006 годах Варблане была членом комиссии по экономическим вопросам президента Эстонской Республики . В 2009 году он был избран членом Эстонской академии наук в области экономики, а в 2009—2019 годах также был заведующим кафедрой гуманитарных и социальных наук.
Урмас Варблане является членом Наблюдательного совета Банка Эстонии с 2009 года и Бюджетного совета Эстонии с 2014 года.

## Исследования
Урмас Варблане является одним из основоположников теории перехода Эстонии к современной рыночной экономике, основанной на знаниях. Его основными исследовательскими интересами являются роль прямых иностранных инвестиций в реструктуризации экономики, инновационная система страны, отраслевые инновационные системы в зрелых отраслях, глобализация и процесс экономической конвергенции, а также интернационализация компаний.

## Работы
Урмас Варблане является автором или соавтором десятков монографий и учебников. Опубликовал более трёхсот научных публикаций.
Основные работы
- «Внешнеэкономическая оборонная политика». Тарту, 1992.
- «Базовый курс по экономике: учебник для вузов». Тарту, 1995.
- «Народное хозяйство: (макроуровень II)»: [учебник]. Тарту, 1996.
- «Эстонская экономика — интеграция в европейском и глобальном контексте». Тарту, 2008.
- «Актуальные проблемы развития экономики Эстонии в среднесрочной перспективе». Издательство Тартуского университета, 2009.
- «Современное состояние и тенденции развития машиностроения Эстонии». Издательство Тартуского университета, 2011.

## Признание
- 2003 год — Премия Эстонской Республики за исследования в области социальных наук
- 2008 год — Премия Раффонда[4]
- 2013 год — Орден Белой Звезды III степени
- 2016 год — малая медаль Тартуского университета
- 2017 год — медаль Эстонской торгово-промышленной палаты II степени

## Научная и общественная деятельность
Урмас Варблане является членом правления Европейской ассоциации сравнительных экономических исследований с 2000 года, а в 2002—2007 годах был членом Экономического комитета Учёного совета при Президенте Эстонской Республики.
Он является членом Эстонского общества экономистов и Европейской академии международного бизнеса с 2003 года, а также членом Международной академии предпринимательства с 2006 года. С 2020 года он является членом оценочного совета Эстонского исследовательского агентства .
Варблане был рецензентом в различных научных журналах, таких как Research Policy, Technovation, Science and Public Policy, Industry and Higher Education, Transnational Corporations, Journal of East West Business, Journal of Knowledge Economy, Baltic Journal of Economics, Economic Systems, «Журнал малого бизнеса» и др.

## Личная жизнь
Урмас Варблане женат, имеет двух дочерей и сына.
Увлекается лыжным спортом, строительством и филателией.